# Haste the Day
Gli Haste the Day sono un gruppo musicale christian metal statunitense originario di Carmel (Indiana) e attivo dal 2001. Il gruppo si è sciolto nel marzo 2011 ma si è ricomposto nel 2014.
Il nome della band deriva da un verso del noto inno cristiano statunitense It Is Well with My Soul.

## Formazione
Attuale
- Jimmy Ryan – voce (2002-2005, 2014-presente)
- Stephen Keech – voce (2014-presente), voce principale (2006-2011)
- Brennan Chaulk – chitarra, voce (2001-2009, 2014-presente)
- Scotty Whelan – chitarra, cori (2009-2011, 2014-presente)
- Dave Krysl – chitarra (2009-2011, 2014-presente)
- Mike Murphy – basso, cori (2001-2011, 2014-presente)
- Giuseppe Capolupo – batteria, percussioni (2009-2011, 2014-present)

Ex membri
- Jason Barnes – chitarra (2001-2008)
- Devin Chaulk – batteria, percussioni, voce (2001-2008)

## Discografia
Album studio
- Burning Bridges (2004)
- When Everything Falls (2005)
- Pressure the Hinges (2007)
- Dreamer (2008)
- Attack of the Wolf King (2010)
- Coward (2015)

EP
- That They May Know You (2002)

Raccolte
- Concerning the Way It Was (2010)
- Best of the Best (2012)